# Aphanobelodon
Aphanobelodon ist eine ausgestorbene Rüsseltiergattung aus der Familie der Gomphotheriidae, die von mehreren Skelettfunden aus dem nordwestlichen China belegt ist. Es handelt sich um Reste ausgewachsener Individuen sowie von jüngeren Tieren. Sie lebten im Mittleren Miozän  vor 15 bis 13 Millionen Jahren vermutlich in feuchten Landschaften und ernährten sich dort von eher weicher Pflanzenkost. Die Funde lassen auf mittelgroße Vertreter der Gomphotherien schließen. Sie besaßen den für die Familie charakteristischen flachen Schädel und schaufelartig verbreiterte untere Stoßzähne. Letzteres Merkmal verweist Aphanobelodon in die nähere Verwandtschaft der Amebelodontinae. Als Besonderheit waren bei den Vertretern von Aphanobelodon die oberen Stoßzähne zurückgebildet, was bei den Rüsseltieren eine unübliche Entwicklung darstellt. Die Gattung wurde im Jahr 2017 wissenschaftlich eingeführt.

## Merkmale
Aphanobelodon war ein mittelgroßer Vertreter der Gomphotherien. Es liegen mehrere vollständige Skelette sowohl von ausgewachsenen als auch jüngeren Individuen vor. Anhand dieser kann für kleinere, adulte Tiere auf ein Körpergewicht von rund 1300 kg geschlossen werden, größere wogen wohl um die 2070 kg. Aufgefundene Jungtiere erreichten Körpergewichte zwischen 950 und 1280 kg, während ein nahezu neugeborenes Individuum etwa 113 kg auf die Waage brachte. Die Größenangaben liegen damit deutlich unter denen für den heutigen Afrikanischen und für den Asiatischen Elefanten. Beschrieben wurde von Aphanobelodon bisher lediglich der Schädel. Dieser maß zwischen 81 und 102 cm in der Länge, beim Holotyp-Exemplar ist er 89,5 cm lang. Der Hirnschädel nahm bei diesem davon lediglich 32,2 cm ein. Der weitaus größere Teil mit 58,4 cm wurde durch den Gesichtsschädel mit dem lang ausgezogenen Mittelkieferknochen gebildet. Dadurch war der Schädel deutlich in der Länge gestreckt. Seitlich wies er auffallende Verschmälerungen auf, so dass die Breite zwischen den nicht sehr ausladenden Jochbögen lediglich 17,4 cm betrug, am Hirnschädel bemaß sich auf 14,7 cm. Auffälligstes Kennzeichen von Aphanobelodon bildete der ausgezogene Mittelkieferknochen, der breit begann und ein großes Foramen incisivum umschloss. Nach vorn verschmälerte er sich immer mehr, an der Spitze wies er eine Breite von 9,2 cm auf. Dadurch wirkte das gesamte Rostrum sehr grazil. Außerdem war es schräg nach unten gerichtet, ein typisches Kennzeichen der Amebelodontinae. In Ansicht von oben wies der Schädel ein bohnenförmiges Nasenloch auf. Das Nasenbein war wie üblich bei den Rüsseltieren nicht sehr groß und lagerte seitlich am hinteren Rand der Nasenöffnung an. In der Mitte der Nasenöffnung ragte ein Processus nasalis hervor. Das Foramen infraorbitale öffnete sich vor dem vorderen Jochbogenansatz und war gedoppelt mit einer großen vorderen und kleinen hinteren Eintiefung. In der Mittellinie der Fossa incisiva (Schneidezahngrube) kam eine gegabelte Knochenrippe vor, die bei anderen entwickelten Rüsseltiervertretern fehlt. Die Orbita war relativ klein, der vordere Rand befand sich auf Höhe des Ansatzes des durchgebrochenen dritten Mahlzahns, der Processus postorbitalis des hinteren Randes lag dagegen am hinteren Ende des Zahns. In der Seitenansicht wies der Schädel eine insgesamt abgeflachte Form auf. Seine Höhe betrug beim Holotyp-Exemplar knapp 36 cm. Nur die größten Schädel waren leicht aufgewölbt. Ein flacher Schädel ist ein allgemeines Kennzeichen der Gomphotherien, allerdings besitzen einzelne wenige Formen wie etwa Konobelodon domartige Aufwölbungen. Die Fossa temporalis (Schläfengrube)zeigte sich seitlich verbreitert, sie wurde oben durch je eine markante Temporalleiste eingerahmt, die wiederum den fast rechteckigen Hirnschädel begrenzte. Die Gelenke des Hinterhauptsbeins zur Verbindung mit der Halswirbelsäule standen nicht sonderlich weit hervor. An der Schädelbasis war die Paukenblase nicht vergrößert. Die Glenoidgrube zur Verbindung mit dem Unterkiefer zeigte sich groß. Die Choanen waren schmal, seitlich von ihnen befand sich ein kräftiger Processus pterygoideus mit hakenförmigen Ende.
Der Unterkiefer wurde zwischen 113 und 155 cm lang bei einer maximalen Breite von 15,2 cm. Wie bei allen Vertretern der Amebelodontinae war die Symphyse am vorderen Ansatz des Unterkiefers ausgesprochen langgezogen, beim Holotyp-Exemplar erreichte sie 45,1 cm. An der Basis begann die Symphyse relativ schmal, erweiterte sich aber noch vorn kontinuierlich, so dass eine schaufelartige Form entstand. In diesem Merkmal stimmt Aphanobelodon mit Platybelodon überein, weicht aber von anderen Amebelodontinae ab, deren Symphyse sich nicht nach vorn ausdehnt. Die Oberseite der Symphyse war trogartig eingedellt, seitlich begrenzten sie zwei Knochenwülste. Das vordere Ende zog sie nur leicht konvex aus, was zwischen den Merkmalen von Platybelodon (gerade) und Amebelodon (spitz) vermittelt. In Seitenansicht bog die Symphyse nur leicht nach unten ab im Vergleich zum Unterkiefer, was somit weniger ausgeprägt ist als bei Amebelodon und Konobelodon. Der horizontale Knochenkörper zeigte einen relativ niedrigen Bau mit einer Höhe von maximal 12 cm. Der aufsteigende Ast ragte etwa doppelt so hoch. Der Kronenfortsatz war abgestumpft, der Winkelfortsatz am hinteren Ende des Unterkiefers lag auf Höhe der Kauebene und war nur leicht erhaben. Ein großes hinteres Foramen mentale öffnete sich am Beginn der Zahnreihe, ein vorderes kleines kam zusätzlich vor.
Die auffälligsten Besonderheiten von Aphanobelodon finden sich im vorderen Gebiss. Im Gegensatz zu allen anderen Amebelodontinae waren im Oberkiefer keine Stoßzähne ausgebildet. Lediglich das Skelett eines nahezu neugeborenen Jungtiers trug dort kurze Stoßzähne. Diese wurden dann aber offensichtlich nicht durch dauerhafte Stoßzähne ersetzt. Vielmehr waren bei den ausgewachsenen Individuen die Alveolen der oberen Stoßzähne, die bei den Rüsseltieren durch den Mittelkieferknochen gebildet werden, geschlossen. Auch das stark vergrößerte Foramen incisivum spricht gegen ausgebildete Stoßzähne. Das Merkmal der fehlenden oberen Stoßzähne ist insofern besonders, da die Rüsseltiere in der Regel die unteren reduzieren und ihre oberen behalten. Eine Ausnahme bilden hier die Deinotheriidae, die aber einer anderen und wesentlich urtümlicheren Entwicklungslinie angehören. Die Unterkieferstoßzähne waren extrem flach und breit, das Merkmal ist stärker ausgebildet als bei Amebelodon oder Serbelodon. Im Innern bestanden die Stoßzähne übereinstimmend mit einigen anderen Amebelodontinae aus konzentrischen feinen Lagen, während etwa bei Platybelodon und Torynobelodon röhrenförmige Strukturen ausgebildet waren. In Seitenansicht bogen die unteren Stoßzähne leicht nach oben, in Aufsicht waren sie etwas gedreht. Insgesamt ragten sie aber nur rund 15 cm aus den Alveolen heraus. Ihre Austrittsbreite betrug 11 cm, ihre -höhe 2,5 cm. Vorn endeten sie in einer geschlossenen konkaven Kante, die sehr spitz auslief und so eine Schneidkante bildete. Sie zeigte auf der Oberfläche des Holotyp-Exemplars deutliche Abnutzungsspuren. Für das hintere Gebiss von Aphanobelodon war der horizontale Zahnwechsel der Elephantimorpha typisch, so dass nur jeweils ein Zahn je Kieferbogen gleichzeitig beansprucht wurde. Generell wiesen die Molaren eine bunodonte, also mit buckeligen, parallelständigen Höckern ausgestattete Kaufläche auf. Jeweils zwei große Höcker bildeten ein quer zur Zahnlängsachse stehendes Paar, Die beiden vorderen Molaren und zusätzlich der letzte Prämolar verfügten über insgesamt je drei Paare (Leisten), was ihnen einen trilophodonten Charakter verlieh. Der letzte Molar war lang rechteckig geformt und sowohl im Ober- wie auch im Unterkiefer aus insgesamt fünf Leisten aufgebaut. Zwischen den Haupthöckern einer jeden Leiste erhoben sich kleinere Nebenhöcker. Die stärker abgekauten (pretriten) Höcker zeigten im Querschnitt ein kleeblattförmiges Muster. Am oberen dritten Molar waren seitlich und hinten einzelne Cingula (Zahnschmelzwülste) ausgebildet, am unteren letzten Molar fand sich ein kräftiges Cingulid am hinteren Ende, das zusätzlich einen Höcker trug. Generell war Zahnzement stark entwickelt. In ihrer gesamten Struktur ähnelten die Zähne jenen von Platybelodon. Der obere letzte Molar wurde beim Holotyp-Exemplar 16,3 cm lang und 7,1 cm breit, der untere war entsprechend 18,5 cm lang und 6,0 cm breit.

## Fossilfunde
Die bisher einzigen bekannten Funde von Aphanobelodon kamen in der Zhangenbao-Formation in der Nähe von Tongxin in der Autonomen Region Ningxia im nordwestlichen China zu Tage. Die Gesteinseinheit setzt sich vornehmlich aus Sand- und Schluffsteinen zusammen, in die vereinzelt Schluff- und Tonsteine eingearbeitet sind. Innerhalb der rund 240 m mächtigen Sedimentfolge fanden sich die Reste im mittleren Abschnitt (Schicht 19), die wiederum aus orangefarbenen schluffigen Sandsteinen mit einem hohen Anteil an Feldspaten und Gipsen besteht. Die Ablagerungen gehen auf ein Marschland oder Seenrandgebiet zurück. In dem Aufschluss, der die Funde von Aphanobelodon barg, fanden sich keine weiteren Fossilreste. Aus der weiteren Umgebung sind aber aus der gleichen stratigraphischen Position mehr als zwei Dutzend Säugetiertaxa belegt. Diese umfassen verschiedene Huftiere wie Paar- und Unpaarhufer, aber auch Primaten und Raubtiere. Als weitere Vertreter der Rüsseltiere konnten unter anderem Platybelodon und Gomphotherium belegt werden. Die Fundgemeinschaft wird der lokalen Dingjiaergou-Fauna zugewiesen, die dem beginnenden Mittleren Miozän vor etwa 15 bis 13 Millionen Jahren angehört. Von Aphanobelodon liegen mehrere Skelette vor, die weitgehend vollständig sind und teils in artikulierter Position aufgefunden wurden. Sie stammen von sowohl ausgewachsenen Individuen als auch von Jungtieren.

## Paläobiologie
Auffällig sind die verschiedenen Größenvariationen bei den Schädeln ausgewachsener Individuen von Aphanobelodon. Hinzu kommt, dass die größten Schädel eine leicht aufgewölbte Schädeldecke aufweisen. Weitere Unterschiede finden sich in der Lage des hinteren Randes der Nasenöffnung, die bei großen Exemplaren weiter zurückgesetzt ist (hinter dem Processus postorbitalis) als bei kleineren (auf Höhe des Processus postorbitalis). Wahrscheinlich handelt es sich um einen Geschlechtsdimorphismus, bei dem die größeren Schädel männlichen Individuen angehören, die kleineren weiblichen. Demnach wogen Bullen rund 2000 kg, Kühe lediglich etwa 1300 kg, was einen Unterschied von rund 63 % ausmacht. Ähnliches ist auch bei heutigen Elefanten belegt.
Anhand der Abnutzungsspuren der Mahlzähne kann Aphanobelodon als Konsument vorwiegend weicher bis gemischter Pflanzenkost angesehen werden. Diese Annahme wird durch die extrem flachen und vorn schneidartig zulaufenden unteren Stoßzähne unterstützt. In ihrer Struktur ähneln die Stoßzähne denen von Platybelodon, das Analysen zufolge mit diesen durch dichte Vegetation schnitt. Die eher gerundeten Stoßzähne von Amebelodon und Serbelodon waren dagegen besser zum Graben in härterem Substrat geeignet.

## Systematik
Aphanobelodon ist eine Gattung aus der Unterfamilie der Amebelodontinae, die wiederum einen Teil der Familie der Gomphotheriidae innerhalb der Ordnung der Rüsseltiere (Proboscidea) bildet. Die Gomphotherien umfassen entwickelte Rüsseltiere mit einem wie bei den heutigen Elefanten auftretenden horizontalen Zahnwechsel, im Gegensatz zu den frühesten Vertretern der Ordnung, die noch einen säugetiertypischen vertikalen Zahnwechsel aufwiesen. Als besonderes Kennzeichen der Amebelodontinae können die schaufelartigen unteren Stoßzähne gewertet werden. Aufgrund ihrer aus drei Leisten bestehenden vorderen Mahlzähne gehören sie zu den sogenannten trilophodonten Gomphotherien. Teilweise werden die Amebelodontinae auch als eigenständige Familie (Amebelodontidae) geführt.
Die Verwandtschaftsverhältnisse innerhalb der Amebelodontinae sind noch weitgehend ungeklärt. Ursächlich verantwortlich dafür ist der Bau der Stoßzähne, die einerseits bei einigen Formen aus konzentrischen Laminierungen bestehen, bei anderen Vertretern wie Platybelodon, Konobelodon und Torynobelodon ein tubuläres Inneres aufweisen. Außerdem wurden verschiedentlich einzelne Rüsseltiere zu den Amebelodontinae gestellt, die keine schaufelartigen Stoßzähne aufweisen, so etwa Progomphotherium und Afromastodon. Allerdings zeigt Aphanobelodon trotz der bestehenden Unterschiede im inneren Aufbau der Stoßzähne zahlreiche Gemeinsamkeiten mit Platybelodon, was etwa die extrem flache und breite Form der unteren Stoßzähne betrifft. Darüber hinaus bestehen auch Beziehungen zu Torynobelodon, während Konobelodon möglicherweise eher Amebelodon nahesteht. Dies lässt annehmen, dass die tubuläre Struktur der Stoßzähne eher ein abgeleitetes Merkmal innerhalb der Amebelodontinae darstellt, dass mehrfach unabhängig innerhalb der Gruppe entstand. Möglicherweise gilt dies auch für die bei einigen Vertretern von Platybelodon und bei Konobelodon auftretenden vorderen Molaren mit vier Leisten (tetralophodont). Anhand von phylogenetischen Untersuchungen aus dem Jahr 2017 lassen sich innerhalb der Amebelodontinae zwei engere Verwandtschaftsgruppen herausarbeiten: einerseits Konobelodon, Amebelodon und Protanancus (die sogenannten eigentlichen „Amebeldodontinae“), andererseits Torynobelodon, Platybelodon und Aphanobelodon (die sogenannten „Platybelodontinae“).
Die wissenschaftliche Erstbeschreibung von Aphanobelodon erfolgte im Jahr 2017 durch ein Forscherteam um Wang Shi-Qi. Grundlage bildeten die Skelettfunde aus der Zhangenbao-Formation in der Autonomen Region Ningxia im nordwestlichen China. Der Holotyp (Exemplarnummer HMV 1880) besteht aus einem vollständigen Schädel mit Unterkiefer und einem zugehörigen Teilskelett. Er repräsentiert wahrscheinlich ein ausgewachsenes weibliches Individuum. Der Gattungsname Aphanobelodon leitet sich vom griechischen Wort αφανής (aphanes für „verborgen“ oder „unsichtbar“) und bezieht sich auf die nicht vorhandenen oberen Stoßzähne. Der Namenszusatz belodon wird häufig bei Vertretern der Amebelodontinae verwendet. Als einzige bekannte Art benannten Wang und Kollegen A. zhaoi zu Ehren von Zhao Rong, der die Funde entdeckt und ausgegraben hatte.